# Zbigniew Brzezinski
Zbigniew Kazimierz Brzezinski (lengyelül: Zbigniew Kazimierz Brzeziński; Varsó, 1928. március 28. – Falls Church, Virginia, 2017. május 26.) lengyel származású amerikai politológus, politikus, geostratéga. Jimmy Carter nemzetbiztonsági főtanácsadója volt 1977–1981 között. Tevékenysége az Egyesült Államok külpolitikájának számos kérdésében irányt jelölt, többek közt a kínai kapcsolatok normalizálásában, a SALT–2 megállapodásokban, a Camp David-i megállapodásokban, s nem utolsósorban a kelet-európai reformtörekvések támogatásában. Munkássága a politikatudományban is jelentős.

## Pályája

### Tanulmányai
Édesapja lengyel diplomata volt, emiatt a család sokat utazott. Az apát először 1931-ben Berlinbe, 1936-ban a Szovjetunióba, végül 1938-ban Kanadába helyezték. Brzezinski így már kora gyermekkorában találkozhatott a 20. századi történelem két sorsfordító eseményével: Hitler hatalomra jutásával, illetve a sztálini tisztogatásokkal. Hitler hatalomra jutása után németországi tartózkodásuk alatt apja zsidóknak adott ki lengyel vízumot, megmentve életüket, ami miatt szülei megkapták a Világ Igaza címet.
Az ifjabb Brzezinski, vagy ahogy barátai nevezték „Zbig” Kanadában élte túl a világháborút. Itt is érettségizett a Loyola Jezsuita Középiskolában, majd 1945-ben felvették a McGill egyetemre, ahol 1949-ben BA, majd 1950-ben MA fokozatot szerzett szovjetológiából. Szakdolgozatában a szovjet nacionalizmusról írt. Szembehelyezkedett az addig általánosan elterjedt nézettel, amely a Szovjetunióban egy koherens társadalmat látott, ami elfedi a nemzeti-etnikai ellentéteket. Gúnyosan kérdezgette az e mellett érvelőket, hogy milyen nyelven beszélnek a szovjetek, talán szovjetül? 1953-ban a Harvard Egyetemen doktorált. A Harvardon ismerkedett össze az egyik felsőbb évfolyamra járó Henry Kissingerrel is – kettejüket ezután mindig együtt emlegették. Kissinger és Brzezinski kapcsolatát a rivalizálás és a tudományos együttműködés, valamint a másik tisztelete egyaránt jellemezte. 1960-ban a Harvard nem adott Zbignek tanársegédi állást ezért a New York-i Columbia Egyetemre ment tanítani.

### Politikaszemlélete
Brzezinski politikaszemléletét három tényező befolyásolta. Egyfelől hatást gyakorolt rá Halford Mackinder magterület-elmélete. Ennek az volt a lényege, hogy az Egyesült Államokból nézve nem lehet elkülöníteni egymástól Európát és Ázsiát, mivel az egy egybefüggő kontinenst, Eurázsiát alkotja. Ehhez képest Amerika egy szigetet jelent. A sziget biztonsága attól függ, hogy Eurázsiában egyetlen hatalom hegemón helyzetbe kerül-e vagy sem – az Egyesült Államok kormányának emiatt az a feladata, hogy kiálljon minden olyan hatalommal szemben, amely hegemóniára törekszik Eurázsiában. Eurázsiában léteznek kritikus földrajzi egységek: ezek azok a területek, amelyeket a hegemóniára törekvő hatalmak igyekeznek megszerezni, azért, hogy ezek erőforrásait felhasználva a maguk javára billentsék a hatalmi egyensúlyt. Az USA-nak meg kell akadályoznia, hogy ezek a stratégiailag fontos térségek a hegemón fennhatósága alá kerüljenek.
Másrészről Brzezinskit gyakran az a nem teljesen megalapozatlan vád érte, hogy lengyel és katolikus mivoltából, családi hátteréből és gyermekkori élményeiből adódóan szinte csak a Szovjetuniót, majd Oroszországot állítja figyelme középpontjába. Emiatt például Latin-Amerikáról szinte alig publikál, a közel-keleti konfliktussal is csak a szovjet-amerikai viszony szemszögéből foglalkozott. Ugyanebből eredő visszatérő kifogás Brzezinskivel kapcsolatban, hogy Kínát nem feltétlenül az Egyesült Államok vetélytársának tartja, hanem lehetőséget lát egy közelebbi amerikai–kínai együttműködésre, egyfajta G2-csúcs kialakítására a G-8 csúcs mintájára azért, hogy Kínát az oroszok ellen fordítsa.
A harmadik tényező, mely Brzezinski politikaszemléletét formálta az ún. kis hidegháború volt az 1970–1980-as években. Brzezinski nemzetbiztonsági hivatali évei alatt az olajárrobbanás miatt a Szovjetunió erőre kapott és Brzezinski értelmezése szerint meg akarta nyerni a hidegháborút, mindegyik kontinensen. Ezt Ázsiában olyan események jelezték, mint a Szovjetunióval szövetséges Vietnám kambodzsai offenzívája illetve Afganisztán szovjet inváziója. Ezzel egyidejűleg Afrikában sor került az 1977–80-as ogadeni háborúra Etiópia és Szomália között, illetve az angolai és mozambiki polgárháborúra. Az afrikai konfliktusban részt vevő kubai csapatokat szovjet légihíd szállította a helyszínre, az ogadeni háborúban pedig szovjet fegyverek és tanácsadók jelentek meg a térségben. Mindez azt a benyomást keltette, hogy a szovjetek destabilizálni igyekeznek a nyugati világ energiaellátásában kulcsfontosságú Perzsa-öböl térségét – hegemón helyzetbe juttatva a szovjet olajkitermelést. Európában ezekre az évekre esik az SS-20-as atomrakéták telepítésének megkezdése, a dél-amerikai térségben pedig a kubaiak kezdtek lázító tevékenységhez.

#### Viszonya a Szovjetunióhoz
Brzezinski Szovjetunióval kapcsolatos állásfoglalását hangsúlyeltolódás jellemzi. Bár már diplomadolgozatában is a szovjetunióbeli nacionalizmusról írta, a hírnevet a szovjet rendszer leglátványosabb elemeit vizsgáló, totalitarizmusról és tisztogatásról szóló művei hozták meg. A kezdeti évek totalitarianizmus-elméletét azután a hruscsovi, brezsnyevi és gorbacsovi idők átalakulásának elemzése, a szovjet tömb folyamatos hanyatlása esélyeinek és forgatókönyveinek analízise váltotta föl.
1956-ban két könyvet publikált: Az állandósult tisztogatást (Permanent Purge) és egykori tanárával, Carl Joachim Friedrichhel a Totalitárius diktatúra és önkényuralom (Totalitarian Dictatorship and Autocracy) című művét, melyekben a sztálini Szovjetunió politikai rendszerét vizsgálta. A totalitarizmusról szóló könyvében Brzezinski a kor gondolkodói, mint pl. Raymond Aron és Hannah Arendt által favorizált totalitarizmus fogalmának igyekezett sajátos definícióját adni. Úgy vélte, hogy a totalitarizmus az ipari társadalomhoz való alkalmazkodás egyik fajtája, ami az első világháború sokkjából nőtt ki. A totalitarizmus nem egycsapásra alakult ki: először egy kisebbség megszerzi a hatalmat, majd e kisebbség belső leszámolásai következtében egyre jobban összpontosul a hatalom. Azaz a hatalom totalitarizálódik – e totalitarizálódási folyamatra a hosszú kések éjszakáját, illetve a szovjetunióbeli nagy pereket hozza föl példának.
Az így létrejövő totális diktatúra az alábbi jellemvonásokkal bír:
- Egyetlen ideológia uralma, amivel mindenkinek legalább passzív szinten azonosulnia kell
- Egyetlen tömegpárt uralma az állam felett – a tömegpárt tagjainak aktívan is azonosulniuk kell az ideológiával
- E párt titkosrendőrséget és terrorszervezetet működtet
- A tömegmédiumok pártirányítás alatt állnak
- A hatékony harci eszközök állami monopóliumban vannak
- A gazdaság egésze központi felügyelet alatt áll

Jellemző vonás még, hogy a totális állam a saját fejlődését a demokrácia kiteljesedésének állítja be, illetve, hogy zárt mítoszok alkotására törekszik, amit olyan könyvek tartalmaznak, mint a Mein Kampf, illetve a Краткий курс истории ВКП(б), (Az Össz-szövetségi (bolsevik) Kommunista Párt története: rövid tanfolyam).
Brzezinski kiemelte továbbá, hogy a tisztogatás nem egyszerűen a szovjet vezetők paranoiájának a következménye, hanem a rendszer működéséből logikusan következik: az egyes érdekcsoportosulások közötti hatalmi harc eredménye, és végső soron a vezető pozíciókon belüli elitcserét, mobilitást szolgálja – nem lévén lehetőség arra, hogy az elitcserét demokratikus választások útján valósítsák meg. Emiatt bár igaz, hogy a nagy tisztogatás már lezajlott, de ez korántsem jelenti azt, hogy a tisztogatásoknak vége lenne – inkább egyfajta csendes és állandó tisztogatás zajlik. Brzezinski később revideálta nézeteit, és a totalitarizmus jelenségét csak Sztálin uralmára vélte alkalmazhatónak, emiatt az 1960-as évek elején visszautasította Friedrich felkérését, hogy működjön közre a Totalitárius diktatúra második kiadás munkálatainál.
1960-ban publikálta The Soviet Bloc (A szovjet blokk) című művét, amelyben amellett érvel, hogy a szovjet tömb nem monolitikus, hanem repedések mutatkoznak rajta keleten és nyugaton egyaránt. Bemutatta, hogy Jugoszlávia szakított a Szovjetunióval, illetve felhívta a figyelmet arra, hogy a csatlósállamok Kelet-Európában igyekeznek távolodni a Szovjetuniótól. A könyv 1967-es újabb kiadásában megerősítve látta ezt a nézetét, és arra hívta fel a figyelmet, hogy Kína és a Szovjetunió, illetve kínai szövetséges Albánia és a Szovjetunió között is feszültség kezd el kibontakozni. Az USA feladata ennek a feszültségnek a fokozása, mind keleten, mind nyugaton. Kelet-Európában emiatt ún. békés beavatkozásokat (peaceful engagement) javasolt. Lényegében az emberi jogok propagálásáról volt szó, illetve olyan akciókról, amelyekkel hitelteleníteni lehetett a szovjet hivatalos ideológiát – ezek különösen az 1975-ös helsinki záróokmány aláírása után kaptak nagy teret. Bár a szovjet KGB bizonyítottnak látta, de egyáltalán nem biztos, hogy II. János Pál pápa megválasztása is ilyen akció volt – mindenesetre jól illeszkedett az amerikai külpolitikai vonalba.
Az 1966-ban publikált Átalakulás vagy hanyatlás (Transformation or Degeneration), illetve a Két korszak határán című műveiben amellett érvel, hogy a Szovjetunió is ipari társadalommá alakul, emiatt a társadalom részéről növekvő igények változásra fogják kényszeríteni a XIX. századi marxi dogmákban gondolkodó szovjet legfelső vezetést és a megmerevedett bürokráciát. Külön kiemelte, hogy a társadalom részéről érkező nyomás csak erősödni fog, mivel szerinte a világ az ipari forradalom újabb szakaszát éli. A gazdaság és a társadalom Nyugaton az ipari korszakból a technikai-elektronikai korszakba, azaz a technotronikus korszakba lép át, ami csak fokozni fogja a szovjet társadalom nyomását. A bürokrácia válasza erre többféle lehet, kezdve a fundamentalizmusba való bezárkózáson át a reformokig. Lényegében arról van szó, hogy a Szovjetunió vagy átalakul, vagy lehanyatlik. Továbbra is amellett érvelt, hogy a nacionalizmus széthúzó erőként fog nemsokára megjelenni a Szovjetunióban:
„Még mindig a nacionalizmus korában élünk, és én úgy érzem, még ha konkrétumokkal nem is tudok szolgálni, hogy a Szovjetunió egyre nehezebben tudja elkerülni, hogy a határain belül élő rengeteg nemzetiség közül néhánynál ki ne alakuljon az öntudatos nacionalizmus szakasza … Őszintén szólva nem látom, hogy a Szovjetunió központi hatalma hogyan lesz képes elkerülni az elhúzódó konfliktusokat a nem orosz nemzetiségekkel.”
Ugyanakkor arra is felhívta a figyelmet, hogy a Szovjetunió felbomlása könnyen vezethet „öntudatos ideológiai-nacionalista reakciókhoz, amely a titkosrendőrség, a katonaság és a nehézipari komplexum együttműködésére épülhet”
1989-ben publikálta a Nagy Bukás (The Grand Failure) című művét, melyben egyrészt megismételte a korábbi véleményét a szovjet rendszert feszítő ellentmondásokról, és egyben Kelet-Európa semlegessége mellett foglalt állást, nehogy Kelet-Európa Nyugat által történő beszippantása megakassza a gorbacsovi reformokat.

### Politikai pályafutása

#### Ifjúkora
Brzezinski a politikusok azon új nemzedékéhez tartozott, akik nem a régi elitből származtak: Kissingerhez hasonlóan egyfelől ő is bevándorló volt, aki már úgy gondolta, hogy Amerika a korlátlan lehetőségek hazája a nem amerikai születésűek számára is, emiatt még a nevét sem változtatta meg amikor amerikai állampolgár lett – nevének helyesírásához ezután ragaszkodott. Másrészről pedig nem vagyonos és befolyásos család állt mögötte, hanem egyetemi háttérrel, a tudomány és a politika határterületéről érkeztek a politikába. Akárcsak Kissinger, ő is tudatosan törekedett politikai befolyást szerezni, emiatt már az 1950-es évek közepétől gyakran vett részt akkor újszerű televíziós vitákban és elemző műsorokban.
Brzezinski mindig is úgy gondolta, hogy az elméletet meg kell, hogy előzze a gyakorlat, emiatt 1960-ban John Fitzgerald Kennedy tanácsadója lett annak elnökválasztási kampányában, 1961-ben a Külkapcsolati Tanács tagjává választották, majd csatlakozott a külügyminisztérium stratégiatervező bizottságához. 1964-ben támogatta Lyndon B. Johnson „Nagy Társadalom” programját. 1968-ban Hubert Humphrey demokrata elnökjelölt stábjának tagja lett. Támogatta a vietnámi háborút, ami miatt az 1968-as diákmegmozdulások célpontja lett. 1971-ben hat hónapot töltött ösztöndíjjal Japánban, majd távol-keleti tapasztalatai miatt 1973-ban a Nyugat-Európa, az Egyesült Államok és Japán együttműködését koordináló Trilaterális Bizottság tagja lett, Jimmy Carter javaslatára. 1975–81 között Carter nemzetbiztonsági tanácsadója, s demokrata pártiként is támogatta a Reagan-kormányzatot.

#### Nemzetbiztonsági tanácsadóként
Brzezinski kritizálta a Nixon–Kissinger kettőst, mivel szerinte túl nagy hangsúlyt helyeznek a détente-ra, az enyhülésre. Emiatt Európában a gyakorlatba is átültette a békés beavatkozás doktrínáját: állásfoglalásaiban hangsúlyozta a helsinki záróokmány harmadik kosarában szereplő emberi jogokat, melynek üzenetét Kelet-Európában is értették. Szemben a kialakuló enyhülés légkörével, amikor az amerikai Kongresszus meg akarta szüntetni a Szabad Európa Rádió költségvetési támogatását, Brzezinski ragaszkodott ahhoz, hogy a SZER folytassa és bővítse műsorait. Ugyancsak Brzezinski érte el, hogy Carter első külföldi útja Lengyelországba vezessen 1977-ben, ahol tüntető módon maga is találkozott a lengyel katolikus egyház fejével, Stefan Wyszyński bíborossal. Jórészt ennek a politikának köszönhetően Lengyelországban megszerveződött a Szolidaritás, Csehszlovákiában pedig a Charta ’77 mozgalom.
Brzezinski szakított a détente politikájával, ami miatt hivatali éveit a Cyrus Vance külügyminiszter és a közte kialakuló feszültség jellemezte, ami végül Vance lemondásához vezet. Vance és Brzezinski között az egyik legnagyobb összecsapás a Kínával való viszony meghatározása körül alakult ki. Vance, hogy erősítse a szovjetek bizalmát az amerikaiak irányában, nem ragaszkodott a kínai kapcsolatok szorosabbá válásához, cserébe a SALT–2 szerződés aláírásáért. Brzezinski éppen ellenkezőleg: ő a kínai-amerikai viszony szorosabbra fonásával igyekezett megzsarolni a Szovjetuniót, hogy írja alá az egyezményt. A kínai-amerikai kapcsolatok szorosabbá tételéért maga is Pekingbe utazott a SALT–2 aláírása előtt.
Hogy semlegesítse a kommunista térnyerést Latin-Amerikában támogatta a Torrijos-szerződést, mellyel Panama visszakapta a Panama-csatorna feletti rendelkezési jogot.
Nemzetbiztonsági tanácsadóként Brzezinski nevéhez fűződik a Camp David-i megállapodás, a moszkvai olimpia bojkottja, a mudzsáhidok támogatásának megkezdése, illetve a Carter-doktrína megfogalmazása.

#### Kormányzati szerepe után
Brzezinski szembefordult a Demokrata Párt pacifizmusával és támogatta a Reagan-kormányzatnak a Szovjetunióval szembeni aktívabb szerepvállalását, amit Reagan azzal hálált meg, hogy 1985-től a Kémiai Hadviselés Bizottságának (President’s Chemical Warfare Commission), 1987–88-ban a Nemzetbiztonsági Tanács Stratégiai Tervezőbizottságának (Defense Department Commission on Integrated Long-Term Strategy), 1987–89 között az elnöki külügyi tanácsadó bizottságának (President’s Foreign Intelligence Advisory Board) volt a tagja.
Közel állt a Bush-kormányzathoz is: ő szervezte meg idősebb George Bush 1987-es lengyelországi körútját. 1989-es Nagy Bukás című könyvének téziseit Moszkvában, a diplomatákat képző intézetben is előadta, arra hívva fel a figyelmet, hogy bár Lenin és Marx nagy szerepet töltöttek be a történelem egy meghatározott pontján, nem lehet mindig és mindenhol érvényes dogmákat gyártani tanaikból. Véleménye szerint a szovjet-orosz gondolkodásnak követnie kell a nyugati trendeket: azaz a tapasztalatnak meg kell előznie az előzetes elképzeléseket. Felhívta a figyelmet arra, hogy visszarendeződés mehet végbe a gorbacsovi reformokra válaszul. Ez a jóslata 1991 júliusában a Janajev-puccsal valóra is vált. Provokatív megjegyzéseivel végül a katyni mészárlás beismerésére kényszerítette meghívóit. Brzezinski maga is meglátogatta a vérengzés színhelyét.
A hidegháború után óvott az eufóriától, egy 1990-es előadásában „mardosó filozófiai szorongásának” (a gnawing philosophical anxiety) adott hangot:
„A demokrácia győzött, a szabad piac rendszere győzött. De a nagy ideológiai győzelem után ugyan miben hiszünk? Mi iránt kötelezte el magát a demokratikus nyugaton élő ember? ... A hedonistsa relativizmus iránt? ... Nincsenek abszolútumok, nincs elkötelezettség, és a jó életet a mesterségesen gerjesztett fogyasztói lét indexével mérjük ... Úgy vélem, hogy ez az üresség, ez a potenciális, ha ugyan már nem meglévő üresség veszélyes.”
Brzezinski ellenezte mindkét öbölháborút, viszont bírálta a Clinton-kormányzatot, hogy nem lépett fel a jugoszláv polgárháborúban a szerbekkel szemben. Szót emelt a csecsenek mellett, illetve kritikusan szemlélte Oroszország újbóli megerősödését.
Brzezinski visszatért a tanításhoz is: haláláig a Johns Hopkins Egyetem tanára volt.

## Családi állapota
Brzezinski 1955-ben vette feleségül Emilie Anna Benes szobrásznőt. Három gyermekük van: Ian, Mark és Mika.

## Művei magyarul

### Könyvek
- A megosztottság alternatívája; Kossuth, Bp., 1968 [az MSZMP Zárt, számozott kiadványa]
- Két korszak között; Kossuth, Bp., 1974 [az MSZMP Zárt, számozott kiadványa]
- Válogatott írások és beszédek; Kossuth, Bp., 1982 [az MSZMP Zárt, számozott kiadványa]
- A nagy sakktábla. Amerika világelsősége és geostratégiai feladatai; ford. Hruby József; Európa, Bp., 1999 ISBN 9789630765336
- Stratégiai vízió. Amerika és a globális hatalom válsága; ford. Magyarics Tamás; Antall József Tudásközpont, Bp., 2013 ISBN 9789638748621
- Zbigniew Brzezinski–Brent Scowcroft: Amerika és a világ. Beszélgetések az amerikai külpolitika jövőjéről; ford. Magyarics Tamás; Antall József Tudásközpont, Bp., 2019
- A választás. Globális dominancia vagy globális vezető szerep; ford. Forgács Ildikó; Antall József Tudásközpont, Bp., 2022

### Cikkek
- Jalta jövője. Budapest : Országgyűlési Könyvtár Információs és Dokumentációs Szolgálata, 198?
- Békés Rezső: Pax Americana. Budapest, Zrínyi Katonai Könyv- és Lapkiadó, 1984 ISBN 9633261570

## További információ
- Brzezinski és korunk: http://nol.hu/kulfold/20131019-brzezinski_es_korunk-1420633
- Pokol Béla: Amerikai geopolitika. https://web.archive.org/web/20180415055648/https://mno.hu/velemeny/amerikai-geopolitika-615533
- Zbrzezinski stratégiai víziója: http://nepszava.hu/articles/article.php?id=681929 Archiválva 2016. március 5-i dátummal a Wayback Machine-ben
- Egy hideg technokrata víziója: http://nol.hu/kulfold/20131019-egy_hideg_technokrata_vizioja-1420635